# Patis församling
Patis församling (finska: Paattisten seurakunta) är en evangelisk-luthersk församling i Finland. Församlingen som är belägen i landskapet Egentliga Finland tillhör Åbo ärkestift och Åbo domprosteri. Församlingen har cirka 1 570 medlemmar (2021) och Jukka Järvensivu är församlingens kyrkoherde sedan 2000. Patis församling hör till Åbo och S:t Karins kyrkliga samfällighet.

## Historia
Församlingen grundades som kapellförsamling till S:t Marie år 1580. År 1893 lades församlingen ned och den blev en del av den nya Vahto församling. Patis kommun inlemmades Åbo stad år 1973 men församlingen förblev självständig församling och blev en del av Åbo och S:t Karins kyrkliga samfällighet.